# Jan Eliot
Pour les articles homonymes, voir Eliot.
Jan Eliot est une auteure américaine de comic strip. Sa série la plus connue est Stone Soup.

## Biographie
Jan Eliot naît à San José en Californie en 1950. Elle exerce toute sorte de métiers (serveuse, vendeuse de voiture, designer, etc.) tout en assurant seule la vie avec sa fille. Après son divorce elle choisit de s'appeler Eliot en hommage à George Eliot. Pendant qu'elle travaille comme designer, elle commence à dessiner des strips chez elle le soir. Elle parvient ainsi à faire publier une première série intitulée Patience and Sarah, qui raconte la vie d'une mère célibataire et de sa fille, dans plusieurs journaux ou magazines. Cette série dure cinq ans. Elle crée ensuite la série Sister City qui est publié dans le journal local, le Register-Guard, de la ville d'Eugene dans l'Oregon. Ceci dure cinq ans avant que la série soit reprise en Syndication par Universal Press Syndicate en 1995. Avant cela, elle est guidée dans ce travail par Lynn Johnston qui corrige ses strips. La série est alors renommée Stone Soup et présente la vie quotidienne de la famille Stone très inspirée de la propre vie de Jan Eliot. À partir de cette date, Jan Eliot quitte son emploi de designer pour se consacrer pleinement à son métier d'auteure de strips qui est diffusée dans plus de 300 journaux dans le monde. Elle est remariée à Ted Lay. En 2015, Eliot prend une semi-retraite et arrête le strip quotidien. Elle continue cependant d'assurer la planche dominicale,.